# Ларионов, Василий Петрович
Васи́лий Петро́вич Ларио́нов (1917-1945) — лейтенант Рабоче-крестьянской Красной Армии, участник Великой Отечественной войны, Герой Советского Союза (1945).

## Биография
Родился 22 марта 1917 года в доме № 45 (объект культурного наследия) на современной улице Гадиева во Владикавказе. В этом доме проживал до 1923 года. Очень рано осиротел, был беспризорником. Воспитывался в детском доме. Окончил семь классов школы и три курса Ростовского музыкального училища. В 1939 году Ларионов был призван на службу в Рабоче-крестьянскую Красную Армию. С 1941 года — на фронтах Великой Отечественной войны. В 1942 году был тяжело ранен, после выздоровления возвратился на фронт. В 1943 году Ларионов окончил Харьковское училище самоходной артиллерии. К январю 1945 года лейтенант Василий Ларионов командовал самоходной артиллерийской установкой 1403-го самоходного артиллерийского полка 21-й армии 1-го Украинского фронта. Отличился во время освобождения Польши.
25 января 1945 года Ларионов со своим экипажем и десантом автоматчиков вышел к Одеру в районе Оппельна (ныне — Ополе). Ночью того же дня он переправился через него и принял активное участие в боях за захват и удержание плацдарма на его западном берегу. 28 января 1945 года Ларионов погиб в бою. Был похоронен в населённом пункте Одерфельде (ныне Chrzowice к югу от Ополе).

## Награды
Указом Президиума Верховного Совета СССР от 10 апреля 1945 года лейтенант Василий Ларионов посмертно был удостоен высокого звания Героя Советского Союза. Также посмертно был награждён орденом Ленина.

## Память
В честь Ларионова названы улица и школа, установлен бюст во Владикавказе.